# 人尽皆知
《人尽皆知》（西班牙語：Todos lo saben）是2018年西班牙犯罪心理惊悚片，由伊朗裔电影制作人阿斯哈·法哈蒂导演，哈维尔·巴登和佩内洛普·克鲁兹主演。影片是第71屆坎城影展竞赛片和开幕片，于2018年9月14日在西班牙上映，2019年2月8日登陆美国。

## 剧情
住在布宜诺斯艾利斯的西班牙女性劳拉带着儿子回到马德里郊外的老家参加家庭婚礼。然而旅途中发生意外的犯罪事件，揭开了尘封的过往秘密。

## 演员
- 佩内洛普·克鲁兹 饰 劳拉（Laura）
- 哈維爾·巴登 饰 帕科（Paco）
- 里卡多·达琳（英语：Ricardo Darín） 饰 亚历山大（Alejandro），劳拉的丈夫
- 芭芭拉·兰妮（英语：Bárbara Lennie） 饰 贝娅（Bea），帕克的妻子
- 茵玛·奎斯塔（英语：Inma Cuesta） 饰 安娜（Ana），劳拉的妹妹
- 埃尔薇拉·明戈斯（英语：Elvira Mínguez） 饰 玛丽亚娜（Mariana），劳拉的姐姐
- 爱德华·费尔南德斯（英语：Eduard Fernández） 饰 费尔南多（Fernando），玛丽亚娜的丈夫
- 拉蒙·巴里亚（英语：Ramón Barea） 饰 安东尼奥（Antonio），劳拉的父亲
- 萨拉·萨拉莫（西班牙语：Sara Sálamo） 饰 露西欧（Rocío），费尔南多和玛丽亚娜的女儿
- 卡拉·坎普拉 饰 艾琳（Irene），劳拉和亚历山大的女儿
- 罗杰·卡萨梅杰（英语：Roger C饰amajor） 饰 胡安（Joan），安娜的男友
- 何塞·安杰尔·埃吉多（英语：José Ángel Egido） 饰 豪尔赫（Jorge），退休警官
- 塞尔吉奥·卡斯特拉诺斯（西班牙语：Sergio Castellanos） 饰 费利佩（Felipe），艾琳的西班牙朋友
- 海梅·洛伦特 饰 路易斯（Luis）
- 霍尔迪·博世（英语：Jordi Bosch）

## 制作
影片由Canal+、欧洲电影院支持基金、法國電視台、Ciné+、l' ICAA和Movistar等单位投拍。
主体拍摄于2017年8月启动。

## 发行
2018年5月8日，影片于第71屆坎城影展首映。不久后焦点影业购得影片在多个地区的发行权。影片于2018年9月8日在多伦多国际电影节放映
。2018年9月14日和2019年2月8日分别在西班牙和美国上映。

## 评价

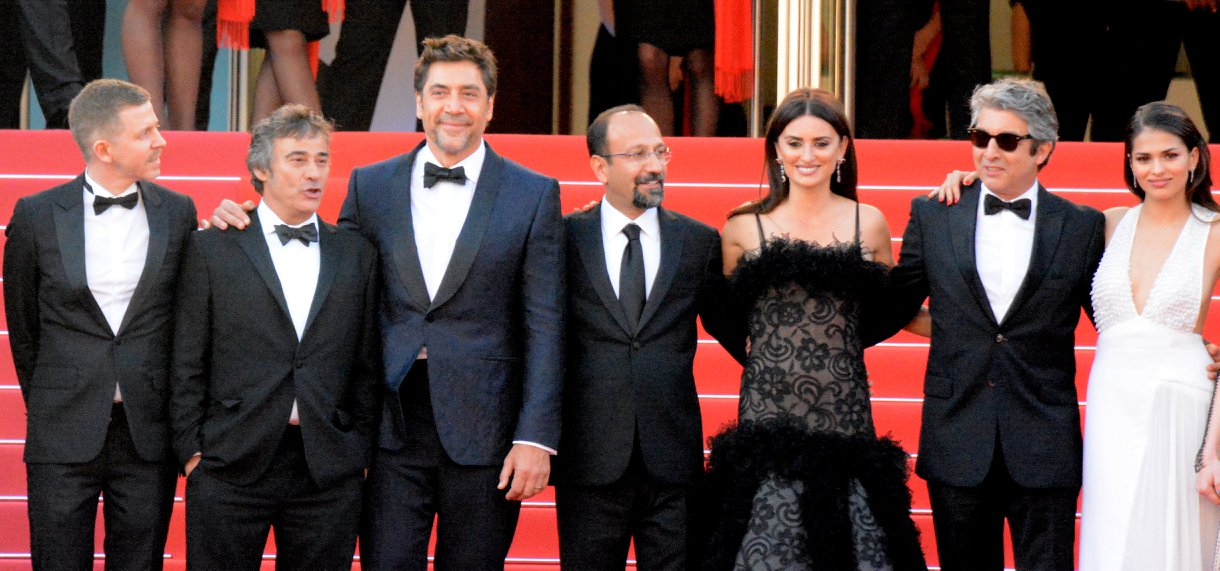
主创团体亮相2018年戛纳电影节。

汇总媒体烂番茄评论113条，新鲜度77%，平均得分6.2/10。网站共识写道：“尽管演员尽心尽力表演，《人尽皆知》每个部分所呈现的总体效果还是差点。”Metacritic打分68/100，表示“普遍好评”。
《影音俱乐部》的A·A·道（A. A. Dowd）打出B的评价，表示“哈维尔·巴登和佩内洛普·克鲁兹打破了戛纳开幕夜的诅咒”。澳大利亚电影网站This Is Film给出类似的正面评价，其中彼得·格雷（Peter Gray）认为电影“是一部吸引人、制作专业的惊悚片，不断地勾起你的情绪。”
影片获得第33届戈雅奖最佳影片、最佳导演、最佳男主角、最佳女主角、最佳女配角、最佳原创剧本、最佳剪辑和最佳原创歌曲八项提名。